# Cimbál

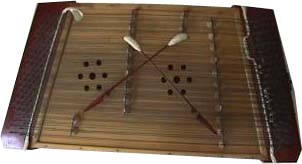
Cimbál

Cimbál (latinsky cembalo ungarico) je deskový úderný strunný hudební nástroj. Může být opatřen pedálem. Struny jsou v případě velkého maďarského cimbálu naladěné chromaticky v tónovém rozsahu C–a³ (někteří hráči si nejhlubší struny podlaďují, aby dosáhli většího rozsahu nástroje i za cenu neúplné chromatiky), starší lidové cimbály byly diatonické a s menším rozsahem. Jde o jistý druh stolní citery, obdoba německého hackbrettu. Hráč hrající na cimbál se nazývá cimbalista/cimbalistka. Struny rozeznívají cimbalisté převážně úderem paličky. Nejčastěji se používají dvě dřevěné paličky nejrůznějších tvarů. Ocelové struny jsou nataženy na rezonanční skříni lichoběžníkového tvaru. Pro každý jednotlivý tón je nataženo 1 až 4 strun. Struny jsou vedeny střídavě přes kobylky. To umožňuje přesnější úder paličkou.

## Konstrukce cimbálu
Velký cimbál má chromatické ladění v rozsahu C–a3, tzn., že má 58 tónů včetně půltónů, které jsou v ploše cimbálu rozmístěny poněkud chaoticky (hlavně vyšší tóny fis–a3). Každý tón je vydáván jednou až čtyřmi strunami napnutými přes pražce a kobylky nad rezonanční deskou, která je z rezonančního smrku (tj. s velkou hustotou letokruhů). Ocelových strun je na cimbálu celkem 133, z toho 53 opřádaných měděným drátem a 80 holých.

## Historie cimbálu
Jednou z nejstarších paličkových citer byl perský (Írán) "Santur", který měl lichoběžníkový tvar s horizontální polohou strun. Tento nástroj je stár asi 2000 let, ale jeho prototyp se používal už mnohem dříve v Babylonské říši (dnešní Irák). Paličkové citery se objevují v oblastech jako je Indie, Blízký východ, jihovýchodní Asie, Čína, střední Evropa (Maďarsko, Česko, Slovensko, Polsko, Rakousko, Bavorsko, Švýcarsko), Balkán, Východní Evropa (Bělorusko, Ukrajina). Na nástroje se hraje ale i ve Velké Británii a v USA, kde se nazývají dulcimer.
Nejstarší záznamy o výskytu paličkové citery v podobě dnes známého cimbálu v Evropě pocházejí z 15. století z Německa, Itálie, Polska, Maďarska, Česka, Francie a Anglie. V 17. století se cimbál objevil i ve Skandinávii a ve Španělsku.
Poté, co se v 19. století rozšířilo použití klavíru, stal se cimbál především nástrojem lidové hudby. Objevuje se v hudebních souborech společně s houslemi a kontrabasem. Ve východní Evropě se používá cimbál společně s dechovými nástroji (především s klarinetem) a bubnem.
Cimbál se stal nedílnou součástí lidové hudby v Rumunsku a Maďarsku. Na cimbál často hráli Romové.

## Vznik koncertního cimbálu

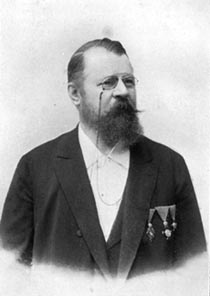
V. J. Schunda

Cimbál byl zdokonalen do koncertní podoby v Maďarsku, a to již v osmdesátých letech 19. století. Jeho tvůrcem byl Václav József Schunda (původem z Dubče u Říčan). V roce 1874 vytvořil pevný pedalizační systém. Tímto revolučním činem započala éra využívání cimbálu jakožto koncertního hudebního nástroje.
Pokračovatelem a posléze také konkurentem firmy Schunda se od roku 1900 stala firma Bohák. Její zakladatel Lajos Bohák se narodil 6. srpna 1870 v obci Kvetná (teď na Slovensku). Už před první světovou válkou se stal velkým konkurentem V. J. Schundy. Ten uznal jeho nový pedalizační systém a začal ho též používat u svých nástrojů. Po smrti L. Boháka přebral firmu jeho syn Lajos Bohák ml.
Profesionální výroba velkých cimbálů v Československu byla zavedena firmou Josef Lídl v Brně roku 1947. Roku 1950 začala výroba velkých nástrojů, konstrukčně inspirovaných osvědčenými instrumenty značek Schunda a Bohák. Na jejich tvorbě se podílel především František Wallinger, Karel Stehlík a poté Jaroslav Rybníček spolu s vedoucím díla M. Kotoulem. Ti postavili okolo 100 nástrojů s firemní značkou PRIMAS. V roce 1960 byla výroba cimbálů zastavena „v rámci plánovaného řízení hospodářství jako bezperspektivní“. Nutno podotknout, že tyto nástroje však nedosahovaly koncertní kvality maďarských nástrojů, a to především díky konstrukčním změnám ozvučné skříně provedenou nástrojaři firmy Lídl. V rozmezí let 1956-1992 se velké cimbály dovážely do Československa většinou z Maďarska. K obnově výroby došlo až na počátku devadesátých let ve firmách Josef Lídl, Galuška a Holak.

## Cimbál ve vážné hudbě
Cimbál se prosadil i ve vážné hudbě zejména díky Ferenci Lisztovi a dalším maďarským skladatelům. Mezi skladatele soudobé hudby, kteří komponovali pro cimbál patří Pierre Boulez, Peter Maxwell Davies, Peter Eötvös, György Kurtág, Louis Andriessen a Peter Machajdík.

## Hráč hrající na cimbál
Hráč hrající na cimbál se nazývá cimbalista, jedná-li se o ženu, pak cimbalistka. Cimbalista hraje na cimbál buď úderem paliček, nebo pizzicatem. Cimbalisté a cimbalistky, dříve známí převážně z cimbálových muzik, dnes již mohou studovat hru na cimbál na základních uměleckých školách, konzervatořích (v Brně, Ostravě, Kroměříži), v zahraničí i na vysokých školách (např. na Akademii Ference Liszta v Budapešti, Akadémii umení v Banskej Bystrici). Takto vystudovaní hráči se poté mnohdy věnují sólové hře na cimbál.
Mezi známé české cimbálové interprety patří Růžena Děcká, Daniel Skála, Petr Spěvák, Matěj Číp, Nikol Spěváková, Michal Grombiřík, Zuzana Lapčíková, Gabriela Jílková, Eduard Tomaštík, Vlaďka Křenková, a další.

### Hra paličkami
Paličky jsou většinou dvě. Mohou mít úderné hlavice tvrdé nebo měkké, rukojeti pevné nebo pružné, s úchopovou částí pro prsty nebo bez ní. Cimbáloví hráči v Česku, na Slovensku a v Maďarsku používají dřevěné pružné paličky s ohnutými hlavicemi obalené vatou či plstí a s úchopnou částí pro prsty, na Ukrajině se používají kratší dřevěné paličky bez obalení vatou a existují též kovové paličky, které způsobují cinkavější zvuk.

### Hra pizzicato
Pizzicato je způsob cimbálové hry, kdy cimbalista rozeznívá strunu pomocí drnkání, a to většinou vlastními nehty či trsátkem.

## Některá díla
- Ferenc Liszt - Ungarischer Sturmmarsch, 1876
- Ferenc Liszt - 6. Uherské rapsodie
- Béla Bartók - Rapsodie č. 1 pro housle a orchestr, 1928